# Kisam Gabungan
Kisam Gabungan is een bestuurslaag in het regentschap Aceh Tenggara van de provincie Atjeh, Indonesië. Kisam Gabungan telt 615 inwoners (volkstelling 2010).